# Villamanrique de la Condesa (kommunhuvudort)
Villamanrique de la Condesa är en kommunhuvudort i Spanien.   Den ligger i provinsen Provincia de Sevilla och regionen Andalusien, i den sydvästra delen av landet, 400 km sydväst om huvudstaden Madrid. Villamanrique de la Condesa ligger 32 meter över havet och antalet invånare är 3 779.
Terrängen runt Villamanrique de la Condesa är platt. Runt Villamanrique de la Condesa är det glesbefolkat, med 15 invånare per kvadratkilometer. Närmaste större samhälle är Pilas, 6,5 km norr om Villamanrique de la Condesa. Trakten runt Villamanrique de la Condesa består till största delen av jordbruksmark.